# Coppa di Georgia di pallacanestro maschile
La Coppa della Georgia di pallacanestro è un trofeo nazionale georgiano organizzato annualmente dal 2003.

## Albo d'oro
- 2003  Basco Batumi
- 2004  Dinamo Tbilisi
- 2005  STU Tbilisi
- 2006  TSU Tbilisi
- 2007  TAM-Tbilisi
- 2008  TAM-Tbilisi
- 2009  Rustavi
- 2010  GSAU Tbilisi
- 2011  Armia Tbilisi
- 2012  Armia Tbilisi
- 2013  SHSS Ak'ademia
- 2014  Kutaisi
- 2015  Dinamo Tbilisi
- 2016  Dinamo Tbilisi
- 2017  Kutaisi
- 2018  Kutaisi
- 2020 non disputata
- 2021  Kutaisi
- 2022  Basco Batumi
- 2023  TSU Tbilisi

## Vittorie per club
| Squadra        | Vittorie | Anni                   |
| -------------- | -------- | ---------------------- |
| Kutaisi        | 4        | 2014, 2017, 2018, 2021 |
| Dinamo Tbilisi | 3        | 2004, 2015, 2016       |
| TSU Tbilisi    | 2        | 2006, 2023             |
| Basco Batumi   | 2        | 2003, 2022             |
| Armia Tbilisi  | 2        | 2011, 2012             |
| TAM-Tbilisi    | 2        | 2007, 2008             |
| SHSS Ak'ademia | 1        | 2013                   |
| GSAU Tbilisi   | 1        | 2010                   |
| Rustavi        | 1        | 2009                   |
| STU Tbilisi    | 1        | 2005                   |